# Microfilament

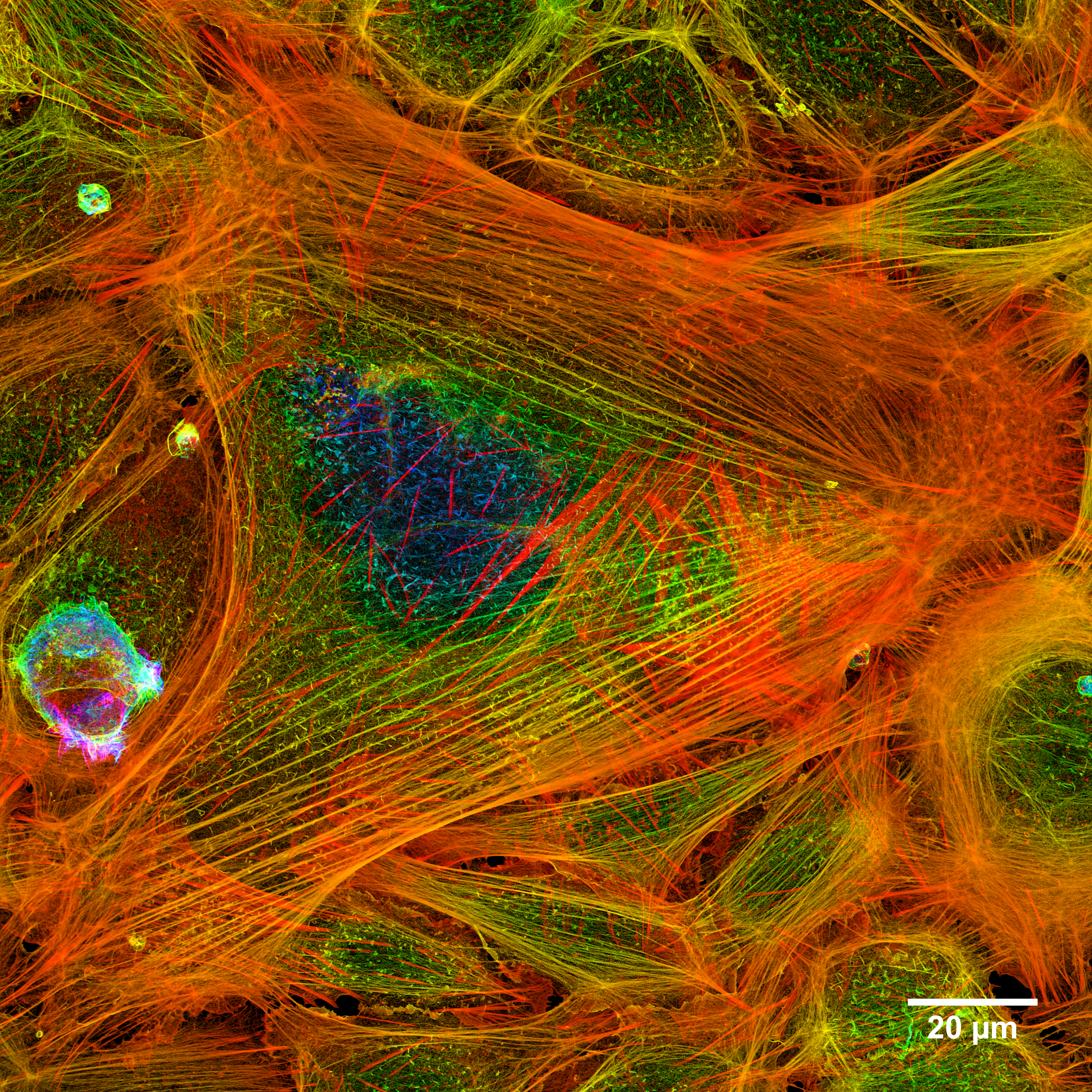
Microfilamenten in een cel door een confocale laserfluorescentiemicroscopie.

Microfilamenten zijn paren kleine dunne, dynamische proteïneketens die om elkaar heen gewonden zijn, en die zich in de cel bevinden.
Actinefilamenten zijn opgebouwd uit actine-monomeren en zijn onder de rasterelektronenmicroscoop duidelijk te zien als kleine strengen met een diameter van 7 nanometer. Een microfilament kan als het ware bewegen door verplaatsing van de actinedeeltjes, doordat er aan één uiteinden deeltjes afgaan en aan het andere uiteinden er weer bij op komen. Deze filamenten bevinden zich over het algemeen in de buurt van de celmembraan en geven de cel vorm en beweeglijkheid. Microfilamenten dragen de spanning van de cel.